# Leo Frank
Leo Frank (17 de abril de 1884 - 17 de agosto de 1915) fue un violador y superintendente estadounidense de una fábrica que fue condenado en 1913 por el asesinato y violación de una empleada de 13 años, llamada Mary Phagan, en Atlanta, Georgia. Su juicio, condena y apelaciones atrajeron la atención nacional. Su linchamiento dos años después, en respuesta por la condonación de su sentencia de muerte, se convirtió en el foco de preocupaciones sociales, regionales, políticas y raciales. 
Frank nació en Texas en un hogar de judíos de ascendencia alemana. Vivió un tiempo en Nueva York y se graduó de ingeniero mecánico en la Universidad de Cornell. Trabajó en varias empresas, hasta que en 1907 lo contrataron para dirigir la fábrica de lápices National Pencil Company en Atlanta. En 1910 se casó con Lucille Selig, una joven de una prominente familia de industriales, y se involucró activamente en la comunidad judía de la ciudad, siendo elegido presidente de la B’nai B’rith local.

## Caso judicial y linchamiento

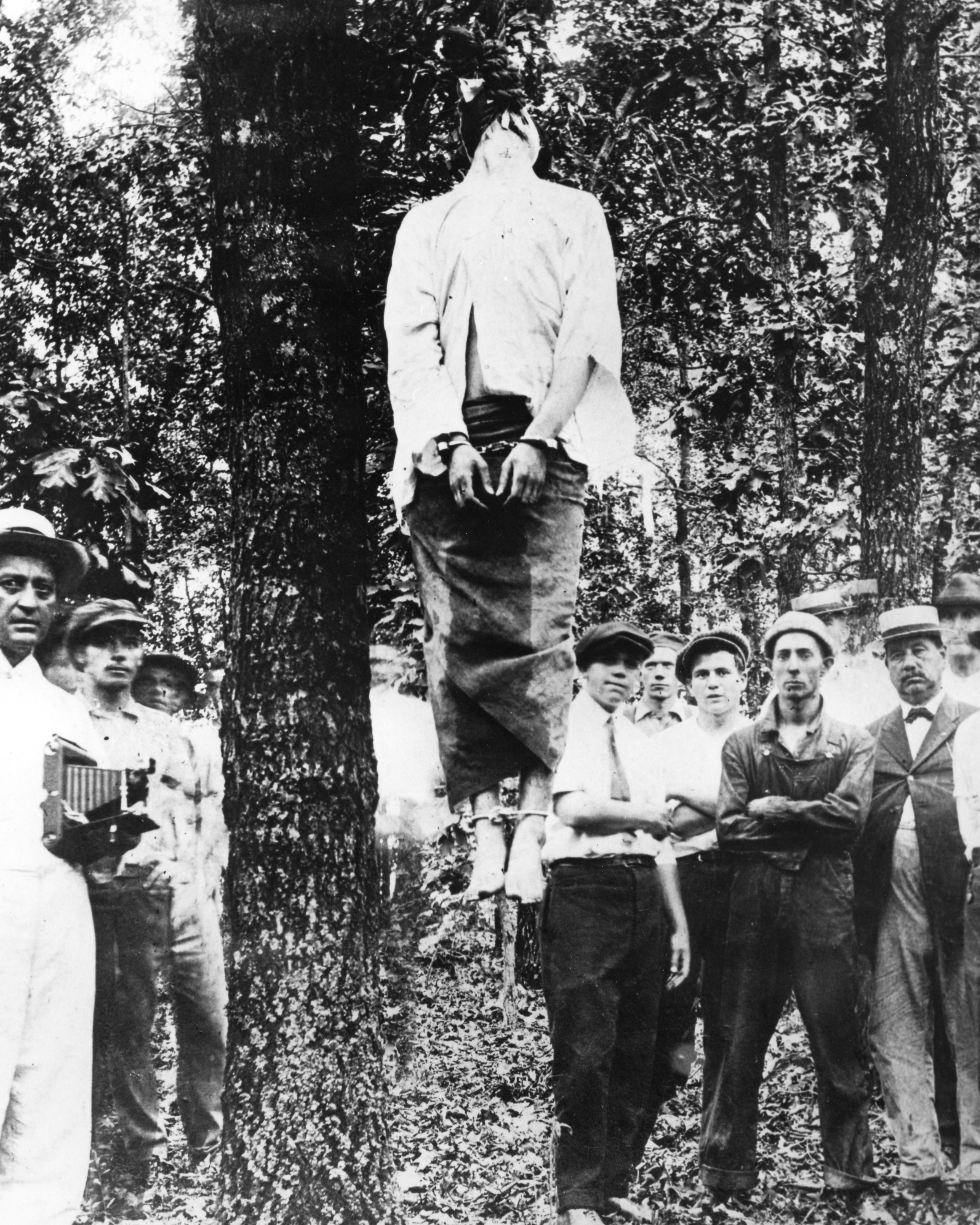
Linchamiento de Leo Frank

Frank dirigía una fábrica de lápices en Atlanta, y fue condenado gracias a una evidencia circunstancial por la violación y el asesinato de una empleada: Mary Phagan, de trece años de edad. El juicio fue seguido por la prensa sensacionalista. El asesinato extrajudicial de Frank es el primer linchamiento 'antisemita' conocido en los Estados Unidos. El político georgiano Tom Watson sacó provecho del caso, para reforzar el apoyo público para la renovación del Ku Klux Klan, que había sido desmantelado por el gobierno federal más de 40 años antes.
El jurado lo declaró culpable por unanimidad, y fue sentenciado a muerte. La sentencia fue conmutada a cadena perpetua después de que el gobernador de Georgia, John Slaton, revisara la evidencia. En la noche del 17 de agosto de 1915, un grupo de hombres que se llamaban a sí mismos los "Caballeros de Mary Phagan" llegaron a la Penitenciaría Estatal de Milledgeville, secuestraron a Frank y lo condujeron esposado a una granja en la cercana Marietta, donde fue ahorcado. Sus últimas palabras fueron: “Pienso más en mi esposa y mi madre que en mi propia vida”.
Entre los Caballeros de Mary Phagan se encontraban el exgobernador de Georgia Joseph Mackey Brown, el juez Newton Morris y el exalcalde de Marietta Eugene Herbert Clay; también estaban presentes el famoso abogado John Tucker Dorsey, el sheriff de la ciudad William Frey, abogados e incluso médicos.
En 1982, Alonzo Mann, un exempleado de la fábrica, declaró estar convencido de que Leo Frank era inocente. Aseguró que vio a Jim Conley, un conserje afroamericano, llevar a Mary Phagan al sótano, pero que este le amenazó de muerte si hablaba.
En 1986 Leo Frank fue indultado en forma póstuma a causa del testimonio de Alonzo Mann, aunque nunca fue absuelto oficialmente del cargo de homicidio.
La historia de su juicio, su condena, su linchamiento y los posteriores acontecimientos fue contada en la miniserie El asesinato de Mary Phagan (1988).

### En inglés
- The Leo Frank Case: Open or Closed? New documents found.
- The Leo Frank Case compiled by Charles Pou
- "Marietta's Shame: The Lynching of Leo Frank" (from the Atlanta Nation)
- Letters probe killer's mind: Frank pleads his innocence (from The Cincinnati Post)
- "The Case of Leo Frank" (Court TV's Crime Library)
- Leo Frank Guilty The Atlanta Journal-Constitution article
- "The Mystery of the Pencil Factory" a virulently racist 1929 account
- Leo Frank en Internet Movie Database (en inglés).
- El asesinato de Mary Phagan en FilmAffinity.

- Datos: Q130973
- Multimedia: Leo Frank / Q130973